# 南達德利 (英國國會選區)
南達德利（英語：Dudley South），英國國會一自治市選區，位於英格蘭西米德蘭茲郡，包括達德利中部六個地方選區。
本區創設於1997年。2010年大選當區議員、工黨的伊恩·皮爾森退休，議席由保守黨的克里斯·凱利以43.1%選票取得。